# Metelectrona ventralis
Metelectrona ventralis är en fiskart som först beskrevs av Becker, 1963.  Metelectrona ventralis ingår i släktet Metelectrona och familjen prickfiskar. Inga underarter finns listade i Catalogue of Life.